# Каспийский бычок-песочник
Каспийский бычок-песочник (лат. Neogobius pallasi) — вид лучепёрых рыб из семейства бычковых, эндемик Каспийского моря. 

## Описание
Длина тела достигает 20 см. У молодых особей на задней части первого спинного плавника имеется чёрное пятно.

## Таксономия
Ранее рассматривался как подвид бычка-песочника (Neogobius fluviatilis) N. fluviatilis pallasi, однако сейчас выделен в отдельный вид. Видовое название дано в честь немецкого и русского учёного-энциклопедиста, естествоиспытателя и путешественника Петра Симона Палласа (1741—1811). Его описание этого вида было опубликовано в 1814 году после смерти естествоиспытателя.

## Ареал и местообитание
Обитает в пресных и солоноватых водах бассейна Каспийского моря, включая бассейн Волги до окрестностей Москвы. Вид был завезён в бассейн Аральского моря. Он также важен для местного коммерческого рыболовства. Встречается в лагунах и озёрах, крупных и средних реках; обычно на открытом песчаном или песчано--ракушечном дне. Живёт до 3 лет. Нерестится впервые в возрасте 1 года, реже с 2 лет. Нерест в апреле-сентябре. Отдельные самки могут повторять нерест в течение сезона. Клейкие икринки откладываются на камни, ракушки и водные растения и охраняются самцами до вылупления. Питается разнообразными беспозвоночными (в основном ракообразными и личинками насекомых) и мелкой рыбой.